# Salvatore Torquato

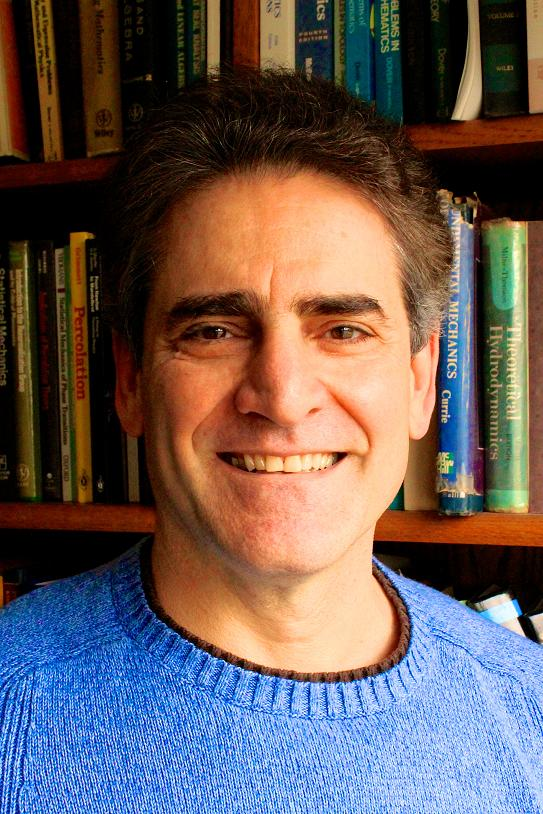
Salvatore Torquato

Salvatore Torquato (* 10. Februar 1954 in Falerna) ist ein italienischer Ingenieurwissenschaftler.

## Leben
Torquato studierte an der Syracuse University mit dem Bachelor-Abschluss 1975 und der State University of New York at Stony Brook mit dem Master-Abschluss 1977 und der Promotion in Mechanik 1980. Er war ab 1982 Assistant Professor an der North Carolina State University, an der er 1991 Professor für Mechanik und Flugzeugbau wurde. Später wurde er Professor an der Princeton University, wo er interdisziplinär in verschiedenen Fakultäten forscht. Er ist Lewis Bernard Professor in der Fakultät für Chemie, aber auch am Princeton Center for Theoretical Science und am Princeton Institute for the Science and Technology of Materials. Er war mehrfach am Institute for Advanced Study in Princeton.
1990/91 war er Gastprofessor am Courant Institute.
Er befasst sich mit angewandter Mathematik, Materialwissenschaften, weicher Materie, Biophysik und Ingenieurwissenschaften.
Er untersuchte die zufällige Verteilung von Kugeln (und führte den Begriff maximally random jammed state für Packungen ein), formulierte eine Vermutung ähnlich der Kepler-Vermutung für dichteste Packung nichtsphärische Teilchen und fand Hinweise, dass die dichtesten Kugelpackungen in höheren Dimensionen nicht regelmäßig sind wie in niedrigen Dimensionen.
Von ihm stammt ein Algorithmus zur Bestimmung der Mikrostruktur in zufälligen Medien. Er entwickelte Optimierungsverfahren für den Entwurf neuartiger Materialien am Reißbrett, zum Beispiel über inverse Methoden der statistischen Mechanik.
Er schrieb eine Monographie über heterogene zufällig angeordnete Materialien und führte neue Phasen ein (ungeordnete Hyperuniformität, disordered hyperuniformity) zwischen Kristall und Flüssigkeit. 2018 fand er ein Beispiel dafür in der Anordnung von Primzahlen in bestimmten großen Intervallen und gleichzeitig eine neue Klasse von Vielteilchensystemen mit punktartigem Beugungsspektrum, die er effektiv grenzperiodisch nannte (effectively limit-periodic).
Torquato simulierte 2000 Krebswachstum mit zellulären Automaten.
Er ist Fellow der American Physical Society, der SIAM und der American Society of Mechanical Engineers (ASME). Er ist Simons Fellow, war Guggenheim Fellow, erhielt 2004 die William Prager Medal, erhielt den Ralph Kleinman Prize der SIAM und 2017 den Joel Henry Hildebrand Award der American Chemical Society. Er gehört zu den hochzitierten Wissenschaftlern.

## Schriften
Außer den in den Fußnoten zitierten Arbeiten:
- mit B. Lu, J. Rubinstein: Nearest-Neighbor Distribution Functions in Many-Body Systems, Physical Review A., Band 41, 1990, S. 2059.
- mit M. Florescu, Paul J. Steinhardt: Designer Disordered Materials with Large, Complete Photonic Band Gaps, Proceedings of the National Academy of Sciences, Band 106, 2009, S. 20658. Arxiv
- mit E. Marcotte, F. H. Stillinger: Nonequilibrium Static Growing Length Scales in Supercooled Liquids on Approaching the Glass Transition, Journal of Chemical Physics, Band 138, 2013, S. 12A508, Arxiv
- mit Y. Jiao u. a.: Avian Photoreceptor Patterns Represent a Disordered Hyperuniform Solution to a Multiscale Packing Problem, Physical Review E, Band 89, 2014, S. 022721, Arxiv
- Hyperuniformity and its Generalizations, Physical Review E, Band 94, 2016, S. 022122, Arxiv
- Hyperuniform States of Matter, Physics Reports, Band 745, 2018, S. 1.
- Perspective: Basic Understanding of Condensed Phases of Matter via Packing Models, Journal of Chemical Physics, Band 149, 2018, S. 020901.